# Hescamps
Hescamps é uma comuna francesa na região administrativa de Altos da França, no departamento de Somme. Estende-se por uma área de 34,56 km². Em 2010 a comuna tinha 531 habitantes (densidade: 15,4 hab./km²).